# 中国中小城市综合改革试点
中国中小城市综合改革试点，是中国政府执行关于中小城市综合改革政策的试点地区。
2014年11月3日，国家发改委下发《关于开展中小城市综合改革试点的意见》。
2015年3月17日，国家发改委下发《关于开展中小城市综合改革试点工作的通知》。

## 试点地区
北京市：大兴区
天津市：宝坻区
重庆市：綦江区、万州区、万盛区
河北省：衡水市、廊坊市、正定县、高碑店市
山西省：晋中市、阳泉市
内蒙古：乌海市海勃湾区
山东省：平度市
江苏省：新沂市、海安县
浙江省：绍兴市、湖州市、临安市、慈溪市、桐乡市、云和县、柳市镇、横店镇
河南省：济源市、林州市
江西省：丰城市、瑞金市
安徽省：淮北市、滁州市、定远县
四川省：成都市温江区、广安市、南部县
贵州省：凯里市
陕西省：渭南市
甘肃省：酒泉市肃州区、临洮县
广西：凭祥市
吉林省：公主岭市、珲春市
江西省：丰城市、瑞金市
宁夏：石嘴山市、吴忠市
湖北省：武汉市汉南区、鄂州市、潜江市
福建省：三明市、石狮市
新疆：乌苏市、昌吉市、库尔勒市
湖南省：津市市、澧县
辽宁省：沈阳市于洪区
河南省：林州市、济源市
广东省：长安镇、虎门镇